# Parilimya neozelanica
Parilimya neozelanica is een tweekleppigensoort uit de familie van de Parilimyidae. De wetenschappelijke naam van de soort is voor het eerst geldig gepubliceerd in 1914 door Suter.